# Peter Feraru
Peter Feraru (auch mit dem Kürzel: pefe; * 6. Juni 1947 in Friedberg) ist ein deutscher Schriftsteller.

## Leben und Wirken
Nachdem Peter Feraru 1973 seine Frau und ihren Geliebten erschossen hatte, wurde er zu einer lebenslangen Freiheitsstrafe verurteilt. Einsitzend in der Station 11 der Berliner Justizvollzugsanstalt Tegel, gab er dort dreimal im Jahr per Rundbrief mit Litsignale ein 52-Seiten-Heft heraus, in dem gleichermaßen Jung-Autoren von „drinnen und draußen“ gedruckt wurden, darunter auch Peter-Paul Zahl mit Gedichten und Felix Kamphausen mit Kurzerzählungen (Menschenfresser) sowie drei Graphiken. Hierbei wurde er u. a. von Ingeborg Drewitz unterstützt, mit der er auch einen mehrjährigen Briefwechsel pflegte.
Als Autor hat er bis in die 1990er Jahre mehrere Buchveröffentlichungen sowie Hörspiele vorgelegt. Seine letzte bekannte Veröffentlichung ist ein Artikel von 1995 in der Zeit mit der Überschrift Die Freiheit ist wie ein Fieber.
Zu seinem derzeitigen Status finden sich aktuell (Stand: August 2019) keine Quellen – so ist unbekannt, ob und wann er aus der Haft entlassen wurde und wo und ob er noch lebt.

## Bibliografie

### Lyrik und Prosa
- Nicht das ganze Leben!, Verlagsedition Dittmer, Scheden 1978. ISBN 3-88297-079-0.
- Wozu ...? – Gedichte. Mit Illustrationen von Olger M. Olsen. Schaaf, Schwichteler 1979. ISBN 3-921828-20-1.
- Schöne heile Welt ..., Gedichte mit Linolschnitten von Norbert Keyser.  Edition Mariannenpresse, Berlin 1982. ISBN 3-922510-14-0.
- Die Zeichen am Himmel – Erzählungen. Mit Linolschnitten von Norbert Kaiser. Gegensatz, Druck- u. Verl.-Ges., Berlin 1982. ISBN o.A.
- Der Einschnitt – Erzählungen. Reuschle, Berlin 1983. ISBN o.A.
- Das Messer der Hoffnung – Roman. Von Loeper Literaturverlag, Karlsruhe 1983. ISBN 3-88652-085-4.
Ungekürzte Lizenzausgabe: Fischer-Taschenbuch-Verlag, Frankfurt am Main 1985. ISBN 3-596-25888-X.
- Gefängnis beginnt innen – Texte des Widerstands. Von Loeper Literaturverlag, Karlsruhe 1985. ISBN 3-88652-014-5.

### Rundfunkbeiträge

#### Hörspiele
- Die Gruft. Eingelesen von René Toussaint. Regie: Norbert Schaeffer.  SR 1983.
- Wir sind doch keine Räuberbande. Mit Günter Lamprecht, Angelica Domröse. Regie: Holger Rink. Produktion: SFB 1990.

#### Erzählungen
- Geschichten aus dem Knast – Peter Feraru liest. SDR 1986.
- Kein Sterben ist von Dauer. Aufnahme – Erzählungen. RIAS Berlin 1986.

#### Interview / Rezension
- Der Schriftsteller Peter Feraru im Gespräch mit Ekkehart Rudolph. SDR 1986.
- Zu: Susan George: Der Schuldenbumerang. Rowohlt aktuell, Reinbek bei Hamburg 1993. ISBN 3-499-13216-8. Rezension im HR 1993.

### Sachbuch
- Muskel-Adolf & Co. – die „Ringvereine“ und das organisierte Verbrechen in Berlin. Argon Verlag, Berlin 1995. ISBN 3-87024-785-1.

### Herausgeberschaft
- Berliner Lesebuch. Von Loeper Literaturverlag, Karlsruhe 1986. ISBN 3-88652-300-4.